# 塞巴斯蒂安·朗坎普
塞巴斯蒂安·朗坎普（德語：Sebastian Langkamp，1988年1月15日—），是一名德国足球运动员，司职后卫，曾效力于德国足球甲级联赛俱乐部卡尔斯鲁厄及奥格斯堡，現效力於澳職球隊珀斯光輝。

## 俱乐部生涯
朗坎普早期曾在普鲁士明斯特和拜仁慕尼黑的青年队接受训练。2006/07赛季，他是拜仁慕尼黑青年A队的队长，并代表拜仁慕尼黑二队参加了6场第三级别的地区联赛南区比赛。2007夏季，朗坎普转投汉堡，虽然被列入一队名单，但也只能代表二队参加地区联赛。2008年1月，德国足球甲级联赛球队卡尔斯鲁厄签入朗坎普，合同期到2010年6月30日。但在加盟球队的第一年，他依然只能代表二队在地区联赛出战，直到2009年3月1日才在卡尔斯鲁厄对阵斯图加特的比赛中首次在德甲联赛亮相。4月25日，在卡尔斯鲁厄客场挑战勒沃库森的比赛中，朗坎普在中场距离对方球门46.5米的一记铲球将球铲入阿德勒把守的大门，帮助卡尔斯鲁厄1比0击败对手，这也是他职业生涯的首个德甲进球。
2011年夏季，朗坎普以10万欧元的身价转会加盟德甲联赛升班马奥格斯堡。8月14日，他在2011/12赛季德甲联赛第二轮奥格斯堡客场1比1战平凯泽斯劳滕第一次代表奥格斯堡出场。

## 国家队生涯
2006年，朗坎普曾代表德国U18国家队出场2次。2009年8月11日，他第一次代表德国U21国家队出场，并在当年获得5次出场机会。

## 个人
塞巴斯蒂安·朗坎普的哥哥马蒂亚斯·朗坎普也是一名职业足球运动员，两人在2009年至2011年间一同效力于卡尔斯鲁厄。